# Shalane Flanagan
Shalane Flanagan-Edwards, ameriška atletinja, * 8. julij 1981, Boulder, Kolorado, ZDA.
Nastopila je na poletnih olimpijskih igrah v letih 2004, 2008, 2012 in 2016, leta 2008 je osvojila srebrno medaljo v teku na 10000 m, leta 2016 pa šesto mesto v maratonu.